# Turanium badenkoi
Turanium badenkoi là một loài bọ cánh cứng trong họ Cerambycidae.